# Kraborovice

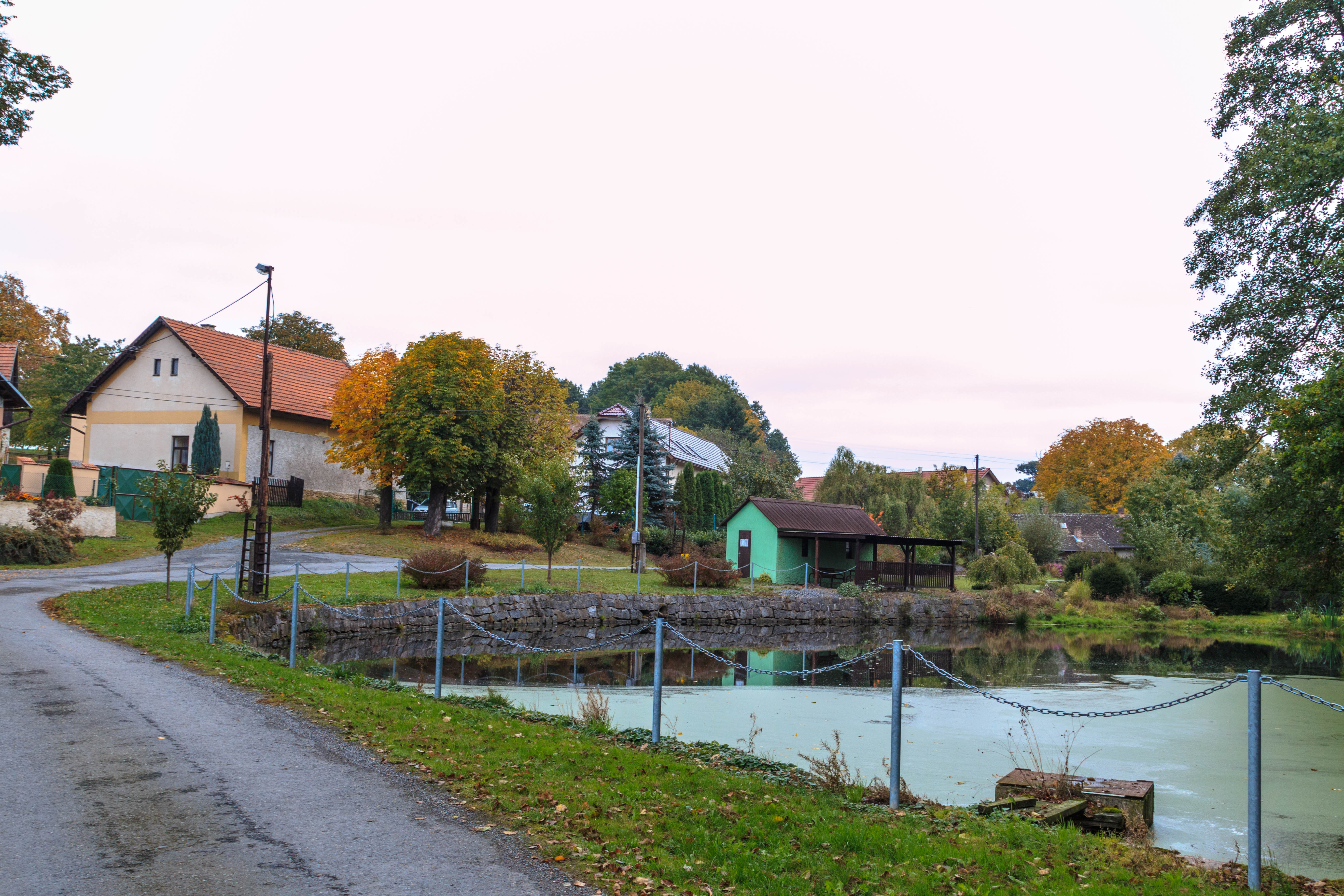
Dorfplatz

Kraborovice (deutsch Kraborowitz) ist eine Gemeinde in Tschechien. Sie liegt sieben Kilometer östlich von Golčův Jeníkov und gehört zum Okres Havlíčkův Brod.

## Geographie
Kraborovice befindet sich am Bach Doubravka (Borekbach) in der Hornosázavská pahorkatina (Hügelland an der oberen Sázava). Durch den Ort führt die Staatsstraße II/345 zwischen Chotěboř und Vilémov. Im Nordosten erhebt sich die Výrovka (422 m n.m.). 
Nachbarorte sind Úhrov, Na Pilce und Úhrovský Mlýn im Norden, Spačice, Rostejn und Ostružno im Nordosten, Lomy und Vestecká Lhotka im Osten, Heřmaň und Borek im Südosten, Uhelná Příbram und Dálčice im Süden, Košťany und Ždánice im Südwesten, Sychrov und Černá Pila im Westen sowie Točice und Vilémov im Nordwesten.

## Geschichte
Die erste urkundliche Erwähnung von Kraborovice erfolgte 1556 in der Landtafel. Die meiste Zeit gehörte das Dorf zum Gut Auhrow, dessen Besitzer von 1752 bis 1888 die Familie Dobrženský von Dobrženitz war.
Im Jahre 1840 bestand das im Caslauer Kreis an der Brünner Chaussee gelegene Dorf Kraborowitz aus 17 Häusern, in denen 124 Personen lebten. Im Ort gab es ein Wirtshaus. Pfarrort war Wilimow, der Amtssitz in Auhrow. Bis zur Mitte des 19. Jahrhunderts blieb Kraborowitz dem Gut Auhrow samt Přibram und Negepin untertänig.
Nach der Aufhebung der Patrimonialherrschaften bildete Kraborovice ab 1849 einen Ortsteil der Gemeinde Úhrov im Gerichtsbezirk Chotěboř. Ab 1868 gehörte der Ort zum Bezirk Chotěboř. 1869 hatte Kraborovice 119 Einwohner und bestand aus 18 Häusern. Südlich des alten Dorfes entstanden in der zweiten Hälfte des 19. Jahrhunderts an der Brünner Chaussee, wo bis dahin nur das Wirtshaus gestanden war, neue Häuser. 1876 wurde dort auch die Dorfschule errichtet, die auch die Kinder aus Úhrov besuchten. Im Jahre 1900 lebten in Kraborovice 112 Menschen, 1910 waren es 127. Im Jahre 1919 löste sich Kraborovice von Úhrov los und bildete mit den Ortsteilen Košťany und Dálčice eine eigene Gemeinde. 1930 hatte Kraborovice 116 Einwohner und bestand aus 26 Häusern. Seit der Gebietsreform von 1960 gehört die Gemeinde zum Okres Havlíčkův Brod. Im Jahre 1961 erfolgte die Eingemeindung von Úhrov. Die Schule wurde 1972 geschlossen. Eine neue Nutzung erhielt das Schulhaus durch das Bezirksarchiv, das aber das Gebäude später wegen Baufälligkeit wieder aufgab. Am 1. Januar 1976 wurde das Dorf nach Vilémov eingemeindet. Kraborovice und Úhrov lösten sich zum 24. November 1990 wieder von Vilémov los und bildeten die Gemeinde Kraborovice. In den Jahren 1995–1996 wurde das Schulhaus saniert, seit 1996 dient es als Gemeindeamt. Beim Zensus von 2001 lebten in den 70 Häusern der Gemeinde 102 Personen, davon 53 in Kraborovice (28 Häuser) und 49 in Úhrov (42 Häuser).

## Gemeindegliederung
Die Gemeinde Kraborovice besteht aus den Ortsteilen Kraborovice (Kraborowitz) und Úhrov (Auhrow), die zugleich auch Katastralbezirke bilden. Zu Kraborovice gehören zudem die Einschichten Na Pilce, Na Sklepích und Úhrovský Mlýn. 

## Sehenswürdigkeiten

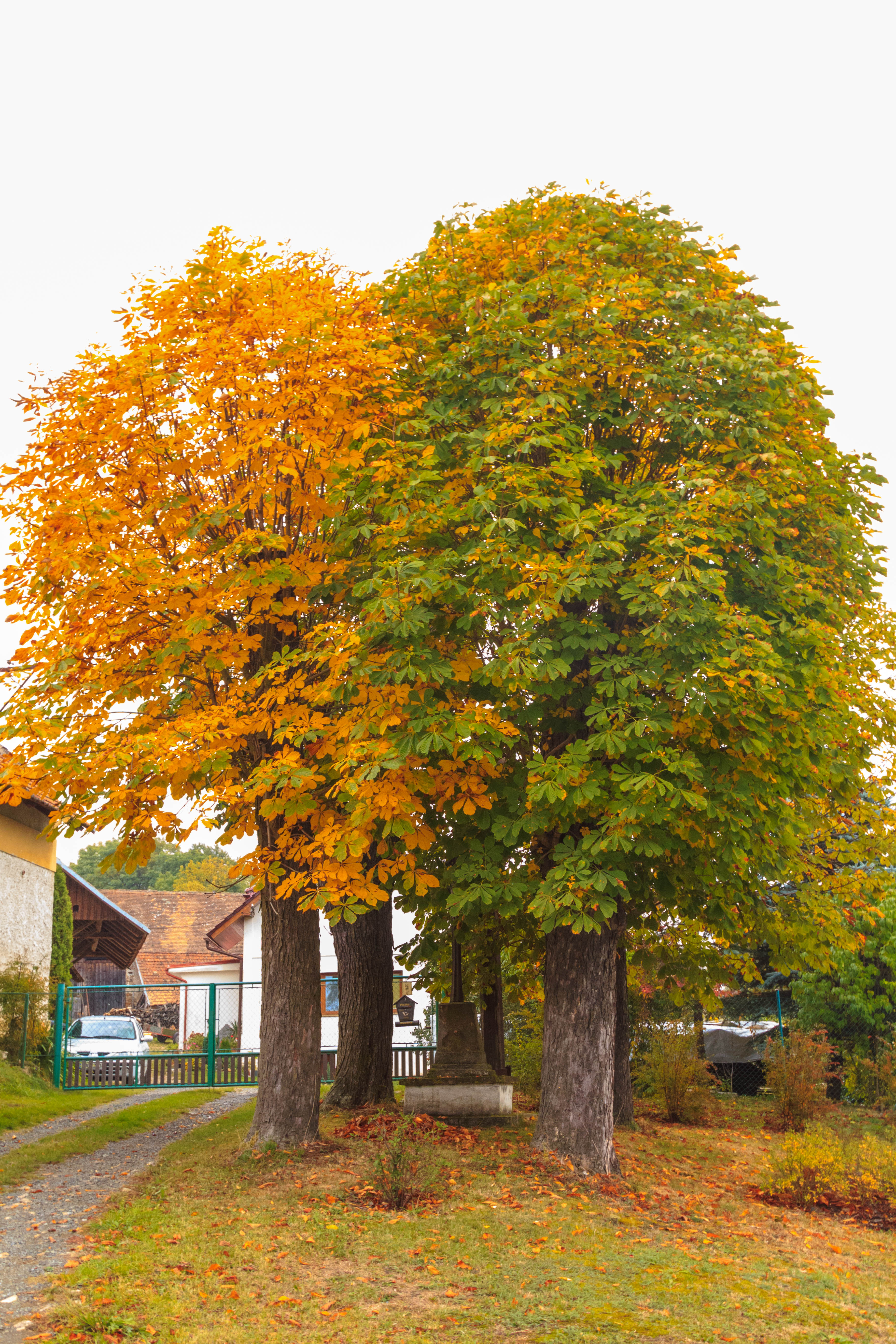
Kreuz auf dem Dorfplatz

- Barockschloss Úhrov, errichtet zu Beginn des 18. Jahrhunderts für Franz Wenzel Wltawsky von Mannswerth. Der Turm mit der Schlosskapelle der hl. Kreuzerhöhung wurde 1745 angebaut.
- Kapelle des hl. Antonius von Padua in Úhrov
- Hölzerne Glockenbäume in Kraborovice und Úhrov
- Sühnekreuz an der Straße nach Borek
- Gusseisernes Kreuz auf den Dorfplatz von Kraborovice